# Mauro César Rodrigues Pereira
Mauro César Rodrigues Pereira GOMM (Rio de Janeiro, 22 de outubro de 1935) é um engenheiro elétrico e almirante-de-esquadra brasileiro, que foi Ministro da Marinha, de 1 de janeiro de 1995 a 1 de janeiro de 1999, durante o primeiro mandato do Presidente Fernando Henrique Cardoso.

## Biografia
Em 1993, Pereira foi condecorado pelo presidente Itamar Franco com a Ordem do Mérito Militar no grau de Grande-Oficial especial.